# 班夫山地电影节
班夫山地电影节（英語：Banff Mountain Film Festival）是一年一度举行的电影节，主题为表彰关于山地文化、运动和环境的电影短片和记录片。电影节开始于1976年，由班夫中心组织策划。
1986年开始在班夫举行巡回展览。2006年，巡回展到达全球30个国家。